# Cockburn River
Der Cockburn River  ist ein Fluss im Norden des australischen Bundesstaates New South Wales.

## Verlauf
Er entspringt bei Limbri im Süden des Tafellandes von New England am Zusammenfluss von Swamp Oak Creek und Jamieson Creek und entwässert die Westhänge der Great Dividing Range. Von seiner Quelle aus fließt der Fluss nach Südwesten und mündet bei Nemingha, drei Kilometer östlich von Tamworth, in den Peel River.
Die Bäche von der Südseite der Moonbi Range laufen alle in den Cockburn River. Entlang seinen Flussufern gibt es kleine, bewässerte Getreidefelder und die umgebenden Hügel werden hauptsächlich als Weideflächen genutzt.
Die Gemeinden Kootingal und Tintinhull liegen am Fluss. Die Hauptbahnlinie in den Norden von New South Wales läuft teilweise entlang des Flusstals.

## Fauna und Flora
Der Cockburn River gehört zu den schnellstfließenden Flüssen der südlichen Hemisphäre. Man findet einheimische Welse und Yellow Bellies (Macquaria ambigua, Familie Dorschbarsche) im Fluss, und auch den eingeschleppten Karpfen, der viele einheimische Fischarten so stark dezimiert, dass sie heute schwer zu finden sind.

## Name
Der Fluss wurde erstmals von John Oxley auf seiner Expedition 1820 erwähnt und nach Admiral Sir George Cockburn benannt.